# Buys-Ballot (månekrater)
Buys-Ballot er et nedslagskrater på Månen af usædvanlig form. Det befinder sig på Månens bagside og er opkaldt efter den hollandske kemiker og meteorolog C.H.D. Buys Ballot (1817 – 1890).
Navnet blev officielt tildelt af den Internationale Astronomiske Union (IAU) i 1970. 
Krateret observeredes første gang i 1965 af den sovjetiske rumsonde Zond 3.

## Omgivelser
Buys-Ballotkrateret ligger lige nordvest for det lille månehav Lacus Luxuriae og sydøst for Freundlichkrateret. Andre betydningsfulde kratere i nærheden er Anderson imod sydvest og Dante mod nordøst. 

## Karakteristika
Buys-Ballet har en for et krater enestående form, idet det er forlænget betydeligt imod syd, så det næsten har fordoblet sin længde i den retning i forhold til sin maksimale udstrækning i retningen vest-øst. Det minder en smule om en pære, der vender den tynde ende mod syd og den buttede mod nord. Uanset denne form har krateret ikke været udsat for erosion af betydning og er kun mærket af få småkratere langs randen og i kraterbunden.
Midt igennem krateret i dets længste udstrækning løber en højderyg, som deler den sydlige del i to halvdele. Denne højderyg fortsætter mod nord, til den ender, hvor den nordlige kraterdel har sin største bredde. Her er kraterbunden delvis blev dækket af et nyere lag basaltisk lava, så der er skabt et ovalt område omkring den nordlige ende af højderyggen, hvor materialet har lavere albedo end omgivelserne. Resten af kraterbunden er noget ujævn og irregulær, særligt i den sydlige halvdel.
I den nordlige ende af krateret findes en anden speciel formation, idet satellitkraterne "Buys-Ballot Y" og "Z" er forbundet med kraterranden. Disse to kratere ligner næsten spejlbilleder af hinanden og forbindes gennem deres centrum af en smal højderygslinje, som løber omtrent dobbelt så langt mod nord som deres individuelle bredde i retningen øst-vest. Den vigtigste forskel mellem de to er, at der ses en koncentrisk formation i den nordlige ende af "Y"-krateret. Kraterbunden i begge kratere er irregulær.

## Satellitkratere
De kratere, som kaldes satellitter, er små kratere beliggende i eller nær hovedkrateret. Deres dannelse er sædvanligvis sket uafhængigt af dette, men de får samme navn som hovedkrateret med tilføjelse af et stort bogstav. På kort over Månen er det en konvention at identificere dem ved at placere dette bogstav på den side af satellitkraterets midte, som ligger nærmest hovedkrateret. Buys-Ballotkrateret har følgende satellitkratere:
| Buys-Ballot | Længde  | Bredde   | Diameter |
| ----------- | ------- | -------- | -------- |
| H           | 19,4° N | 179,5° Ø | 22 km    |
| Q           | 19,5° N | 172,7° Ø | 58 km    |
| Y           | 22,9° N | 174,0° Ø | 31 km    |
| Z           | 22,5° N | 174,5° Ø | 58 km    |

## Måneatlas
- Billeder af Buys-Ballotkrateret i LPI-måneatlasset